# جسیکا هیویت
جسیکا هیویت (انگلیسی: Jessica Hewitt; ۹ اکتبر ۱۹۸۶ – ) اسکیت‌باز سرعت اهل کانادا بود.
وی در مسابقات کشوری و بین‌المللی در مجموع برندهٔ ۲ مدال نقره، ۱ مدال برنز شده‌است.